# Do You Know Where Your Children Are
Do You Know Where Your Children Are (englisch für „Weißt du wo deine Kinder sind“) ist ein Lied des US-amerikanischen Sängers Michael Jackson, das im Mai 2014 erschien. 

## Entstehung und Veröffentlichung
Do You Know Where Your Children Are wurde ursprünglich für das Album Bad (August 1987) geschrieben, erschien aber nicht auf diesem. In frühen Aufnahme-Sessions für den Nachfolger Dangerous (November 1991) nahm Jackson die Arbeit an dem Titel erneut auf, da er einen Titel auf dem Album veröffentlichen wollte, der sich mit sozialen Problemen befasst. Letztendlich bekam aber Why You Wanna Trip on Me den Vorzug. Eine Verwendung für den Nachfolger von Dangerous, HIStory (Juni 1995), wurde ebenfalls nicht realisiert. Jackson erwähnte das Lied während einer Gerichtsverhandlung im November 1993.
2010 wurde eine Version mit einem Gitarrensolo von Steve Lukather im Internet geleaked. Die offizielle Erstveröffentlichung von Do You Know Where Your Children Are erfolgte schließlich am 9. Mai 2014 bei Epic Records, auf der posthum veröffentlichten Kompilation Xscape (Katalognummer: 88843071792). Während die Komposition und der Text weitgehend unbearbeitet blieben, Jackson somit alleiniger Urheber des Stücks ist, zeichnete Timothy Mosley (Timbaland) für die Produktion verantwortlich.

## Inhalt
„Song is about kids being raised in a broken family where the father comes home drunk and the mother is out prostituting and the kids ran away from home and they become the victims of rape, prostitution and the hunters becomes the hunted. So they are out on the street. […] It's about the runaway problem we have in America. They become the victims of prostitution, of selling their bodies.“

„(Der) Song ist über Kinder, die in schwierigen Familien aufgewachsen sind, wo der Vater betrunken nach Hause kommt und die Mutter draußen Prostitution betreibt, und sie rennen von zuhause weg und werden Opfer von Vergewaltigung, Prostitution und die Jäger werden die Gejagten. […] Es ist über das Weglauf-Problem, dass wir hier in Amerika haben. Sie werden Opfer von Prostitution, verkaufen ihre Körper.“

Der Titel Do You Know Where Your Children Are leitet sich von einem bekannten Werbespot ab, der von den 60er- bis in die 80er-Jahre vor den Nachrichten oftmals vor den nächtlichen Nachrichten geschaltet wurde und dem Zuschauer diese Frage stellte, um Eltern an die Verantwortung für ihre Kinder zu erinnern.

## Mitwirkende
Original
- Komposition – Michael Jackson
- Produktion  – Michael Jackson
- Solo, Background Vocals – Michael Jackson
- Gitarrensolo – David Williams
- Tontechniker – Matt Forger, Bill Bottrell

Vollendete Version
- Komposition – Michael Jackson
- Produktion – Timbaland, Jerome Harmon (Koproduzent)
- Gitarre – Dan Warner
- Gitarrensolo – David Williams
- Streicherarrangement – Larry Gold, Steve Tirpack (Assistent)
- Violinen – Emma Kummrow, Luigi Mazzocchi, Charles Parker, Dayna Anderson, Tamae Lee, Eliza Cho, Michelle Bishop, Carlos Rubio, Blake Espy, Erica Miller
- Bratschen – Davis Barnett, Jonathan Kim, Renne Steffy-Warnick
- Celli – Jennie Lorenzo, Mark Ward, Jesus Morales
- Kontrabässe – Ranaan Meyer,
- Tontechniker für die Streicher – Jeff Chestek, Karl Petersen (Assistierender Tontechniker)
- Tontechniker – Chris Godbey, Demacio Castellon (Tontechniker), Paul Bailey, Vadi Chislov (Assistierende Tontechniker)
- Mix – Chris Godbey, Matt Weber (Assistent)
- Aufnahmeorte – Thomas Crown Studios, The Hit Factory, MilkBoy Studios (Streicher), Jungle City (Mix)

## Kommerzieller Erfolg
Do You Know Where Your Children Are erreichte Rang 191 der französischen Singlecharts.